# ロバート・A・アンダーウッド
ロバート・アナクルタス・アンダーウッド(英語: Robert Anacletus Underwood, 1948年7月13日 - )は、グアムの政治家、教育者、民主党員。 アメリカ合衆国下院代議員(通算5期)。2008年から2018年までグアム大学学長を務めた。

## 経歴・人物
アンダーウッドは、父ジョン・ジョセフ・アンダーウッドと母エスター・フローレス・タイタノの息子として、グアムのタムニン地区で生まれた。1965年にグアムのジョン・F・ケネディ高校を卒業し、カリフォルニア州立大学ロサンゼルス校と南カリフォルニア大学に進学した。アメリカ本土で高校教師となり、1976年から1983年までグアム大学で教鞭を執った。1988年までミクロネシア連邦のバイリンガル教育支援のディレクターを務め、1992年までグアム大学のアカデミック・バイス・プレジデントを務めた。
2009年には、元グアム教育省長官でグアム議会議員を務めたネリッサ・ブレタニア・アンダーウッドと結婚した。

## 政治家として

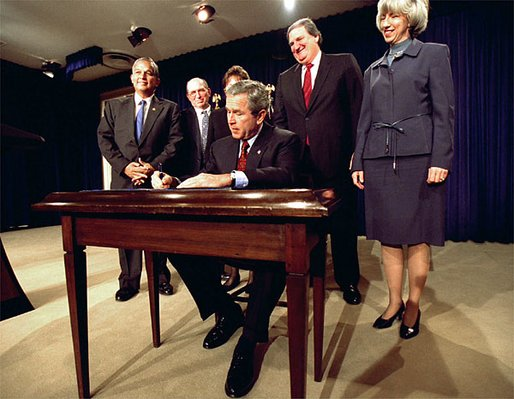
法案にサインするジョージ・W・ブッシュの近くに立つアンダーウッド(左奥の人物)

1992年、米国下院議員選挙に民主党から立候補。現職のベン・グラズに3,000票以上の差をつけて勝利した。以降、5期連続当選を果たしたが、2002年選挙では、米国下院議員選挙からグアム準州知事選に鞍替えした。
アンダーウッドは2002年11月のグアム準州知事選挙に民主党から立候補した。副知事候補はトーマス・エイダ準州議会議員を指名した。選挙では、共和党のフェリクス・ペレス・カマチョに敗れた。
アンダーウッドは2006年に民主党から再びグアム知事選に出馬し、副知事選にはフランク・アグオン氏が立候補した。アンダーウッドとアグオンは、民主党予備選でカール・T・C・グティエレス元知事(副知事候補: ベンジャミン・クルーズ準州議会議員)と対決した。2006年9月2日の予備選に勝利したが、共和党の現職知事フェリクス・ペレス・カマチョに敗れた。
2008年、アンダーウッドはグアム大学の第10代学長に選出された。2期10年を務めた後、2018年6月に学長を退任した。同年11月に大学理事会によって、史上4人目の名誉学長に任命された。
2020年6月30日、アンダーウッドは米国下院議員選挙(グアム準州全州選挙区)の民主党予備選に出馬することを発表した。COVID-19のパンデミックが原因で、グアムでは党の予備選が中止され、予備選なしに民主党から立候補した。選挙にはアンダーウッドのほか、現職で民主党のサン・ニコラス、共和党のグアム議会議員ウィル・カストロが立候補した。現職のサン・ニコラスが13,000票(得票率: 45.95％)を獲得したのに対し、9,300票(得票率: 33.87%)にとどまった。しかし、いずれの候補者も総投票数の過半数を獲得できなかったため、サン・ニコラスとアンダーウッドとの決選投票に進んだものの、サン・ニコラスに破れ、落選した。